# Typhochrestus montanus
Typhochrestus montanus är en spindelart som beskrevs av Jörg Wunderlich 1987. Typhochrestus montanus ingår i släktet Typhochrestus och familjen täckvävarspindlar.
Artens utbredningsområde är Kanarieöarna. Inga underarter finns listade i Catalogue of Life.